# Santiago Hoyos
Santiago Abel Hoyos (3 de junio de 1982; Buenos Aires) es un exfutbolista argentino que militó en México y Argentina. Actualmente se encuentra retirado desde 2015.

## Trayectoria
Hoyos hizo su debut profesional en 2000 para Lanús, jugó para el club hasta 2004, cuando se incorporó a San Lorenzo de Almagro. Hoyos no encajó en el conjunto de San Lorenzo, de quien era hincha, haciendo solo 6 apariciones en la temporada 2004-2005. 
En 2005 regresó a Lanús, y en 2007 formó parte del equipo que ganó el Torneo Apertura, de ese país. Para el torneo de Apertura 2011 se ha contratado para el equipo mexicano Santos Laguna.

## Clubes
| Club            | País      | Año         |
| --------------- | --------- | ----------- |
| Lanús           | Argentina | 2000 - 2004 |
| San Lorenzo     | Argentina | 2004 - 2005 |
| Lanús           | Argentina | 2005 - 2011 |
| Santos Laguna   | México    | 2011 - 2012 |
| San Martín (SJ) | Argentina | 2013 - 2014 |
| All Boys        | Argentina | 2014 - 2015 |

## Campeonatos nacionales
| Título                        | Club          | País      | Año  |
| ----------------------------- | ------------- | --------- | ---- |
| Primera División de Argentina | Lanús         | Argentina | 2007 |
| Primera División de México    | Santos Laguna | México    | 2012 |